# Christine Nguyen
Christine Nguyen (Saigon, 4 febbraio 1984) è un'attrice statunitense.
Ha interpretato numerosi film erotici. Cresciuta in Texas, dopo il liceo, si diploma e inizia a frequentare la University of Texas, dove studia comunicazione e giornalismo. In seguito ottiene un posto presso il South Texas College of Law, ma abbandona per intraprendere la carriera di modella posando per riviste come Marie Claire e Maxim. Dopo avere vinto un concorso per Playboy decide di intraprendere nel 2004 la carriera di attrice, principalmente come protagonista di B-movie facenti parte del genere softcore, con registi come Fred Olen Ray, Jim Wynorski e Donald F. Glut. In breve tempo è diventata, assieme a Beverly Lynne, una delle interpreti più richieste del settore. Con lo pseudonimo di Jennifer Lee ha preso parte anche ad alcune pellicole specializzate in bondage e fetish.
Lavora anche nel settore mainstream con piccoli ruoli in serie come Dexter, House of Lies e in film quali Bitch Slap - Le superdotate.
Con la decisione di HBO di non trasmettere più film e contenuti di genere softcore nel 2018 , Christine Nguyen ha continuato a lavorare nel settore dei film a basso costo, prendendo parte a pellicole quali Girls, Guns and Blood, Giantess Attack e il recente Attack of the 50 Foot Cam-Girl, dove è tornata a lavorare con Jim Wynorski. 